# Jaguar XJ220
La Jaguar XJ220 è un'autovettura sportiva prodotta dalla casa automobilistica britannica Jaguar, in collaborazione con Tom Walkinshaw Racing tra il 1992 e il 1994.
Ha detenuto il record di velocità massima tra le vetture in produzione, con 350  km/h (220 mph), fino a quando non venne battuto dalla McLaren F1 nel 1994.

## Origini

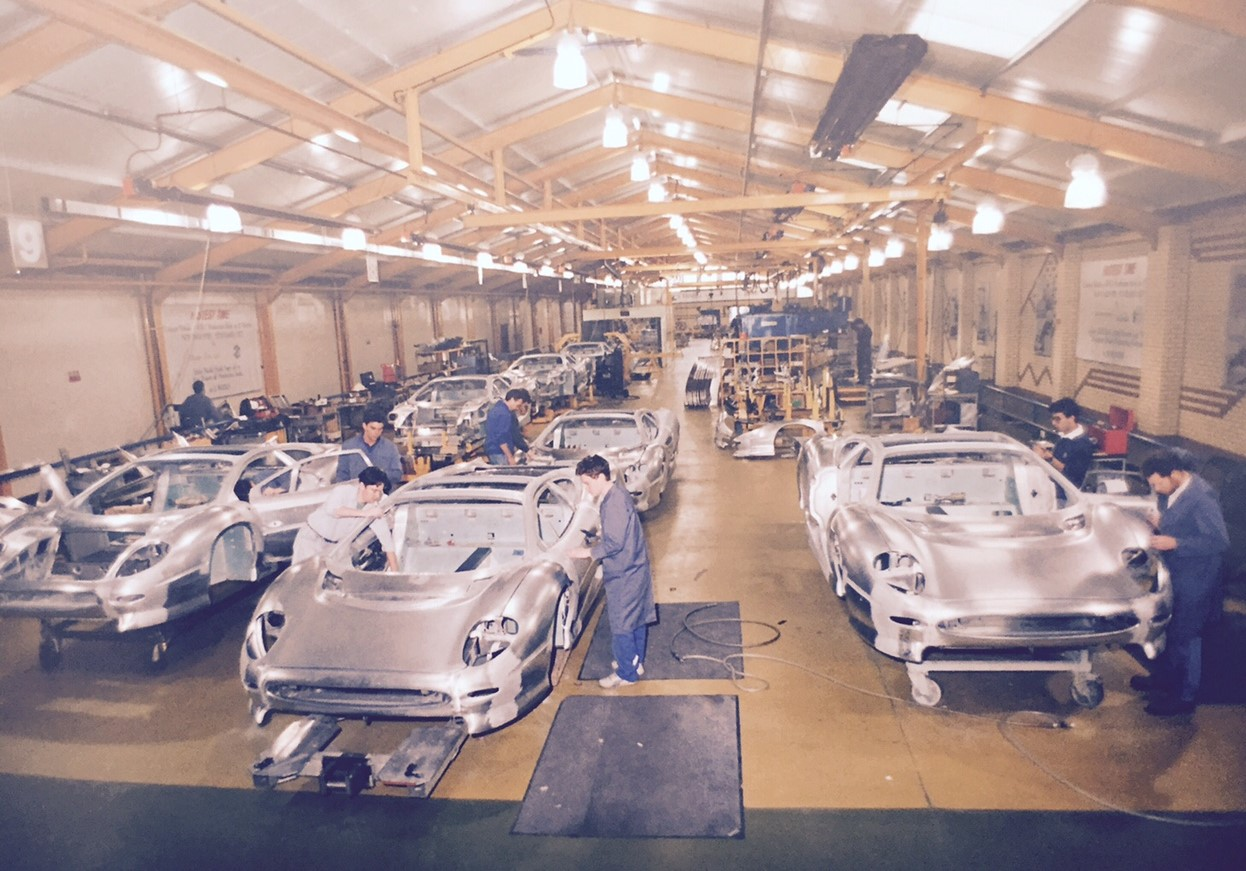
Delle XJ220 in fase di costruzione

Il progetto della XJ220 ebbe origine grazie ad alcuni dipendenti della Jaguar, i quali volontariamente e in orario di dopolavoro, avevano creato un gruppo denominato "The Saturday Club" ("Il Club del Sabato" così chiamato perché i dipendenti si incontravano di sabato per lavorare a progetti non ufficiali). Nel 1980, il capo ingegnere Jaguar, Jim Randle, facente parte di questo gruppo, iniziò a lavorare su ciò che egli vedeva come un'auto in grado di battere la concorrenza come la Ferrari F40 e la Porsche 959. Aveva in mente ciò che era essenzialmente una XJ13 aggiornata, una leggera vettura a due posti con un potente motore V12. Randle ampliò l'idea e progettò anche di ripartire la trazione su tutte le ruote per una maggiore aderenza e una migliore maneggevolezza. Mise anche una cella di sicurezza integrale per una maggiore sicurezza anche alle alte velocità. Fin dall'inizio, l'intenzione era quella di creare un veicolo in grado di superare 320 km/h.

## Il prototipo

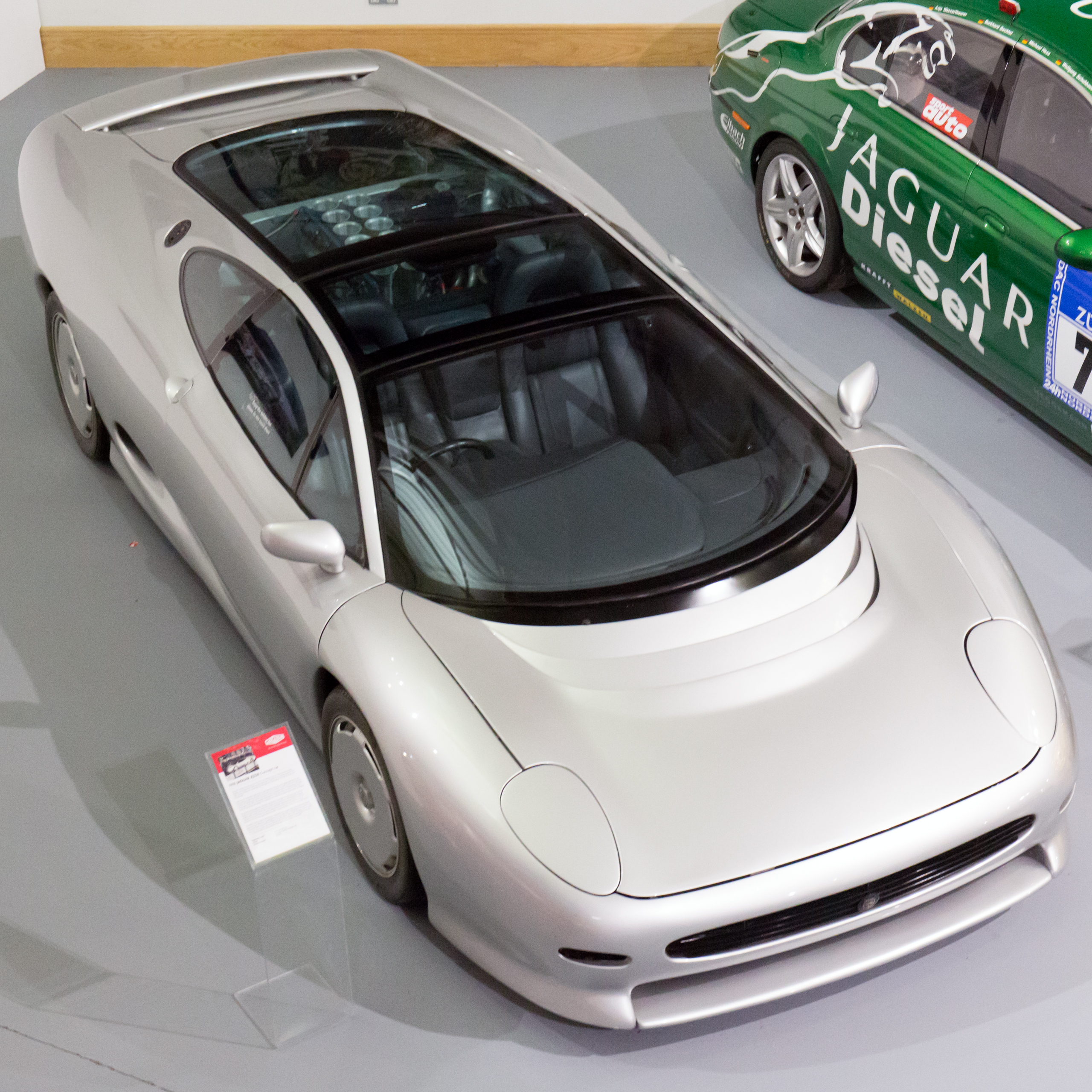
Il prototipo della XJ220

I direttori della Jaguar che videro il progetto della XJ220, ne rimasero favorevolmente colpiti tanto da commissionare formalmente la produzione di un esemplare, da portare al British Motor Show del 1988. Alla Tom Walkinshaw Racing fu commissionata la costruzione del motore V12 della Jaguar da 6,2 litri, quattro valvole per cilindro, quattro alberi a camme in testa, con un livello di potenza attorno ai 500 CV. Il sistema di trasmissione integrale venne commissionato alla FF Developments che aveva già in passato avuto a che fare con questi sistemi con la propria Jensen FF prodotta negli anni sessanta. Il design della carrozzeria fu opera di Keith Helfet, che adottò poi le porte "a forbice" incernierate sul davanti come molte Lamborghini. Il nome XJ220 fu assegnato per ricordare l'allora considerevole velocità massima di 220 mph, circa 354 km/h.
Il prototipo era significativamente più pesante (1560 kg) di ogni altra Jaguar da corsa, come la XJR-9. Ma poiché l'obiettivo iniziale era di produrre un'auto sportiva stradale, la XJ220, comparata alla Jaguar XJS era più leggera di 170 kg malgrado fosse più lunga di 762 mm, più larga di 254 mm e con in più il peso di tutto il sistema a quattro ruote motrici.
L'auto fu annunciata ufficialmente nel 1989 con un prezzo di £361.000 pari a 580.000 dollari (o 398.881 euro con il cambio attuale), e gli acquirenti interessati all'acquisto dovevano versare in anticipo 50.000 sterline (80.000 dollari) per essere messi in lista. La decisione della Jaguar di limitare la produzione ha alimentato la comparsa di speculatori che comprarono delle XJ220 solo per rivenderle a un prezzo molto maggiore.

## La versione di produzione

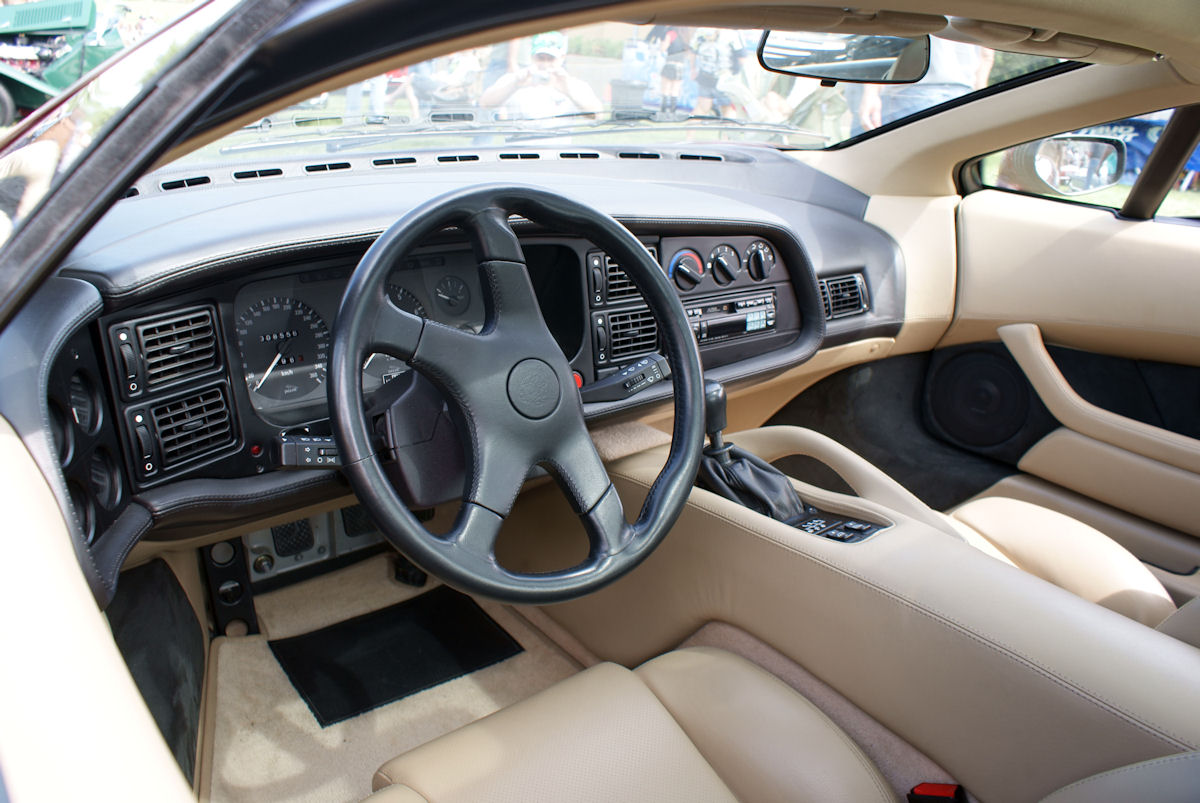
Gli interni

La versione di produzione della vettura fu mostrata per la prima volta al pubblico nell'ottobre 1991, dopo aver subito modifiche significative. Le più evidenti delle quali erano motore e trasmissione diversi ed eliminazione delle porte "a forbice". Al posto del grande V12 arrivò un V6 sovralimentato e la trazione integrale lasciò il posto alla sola trazione posteriore.

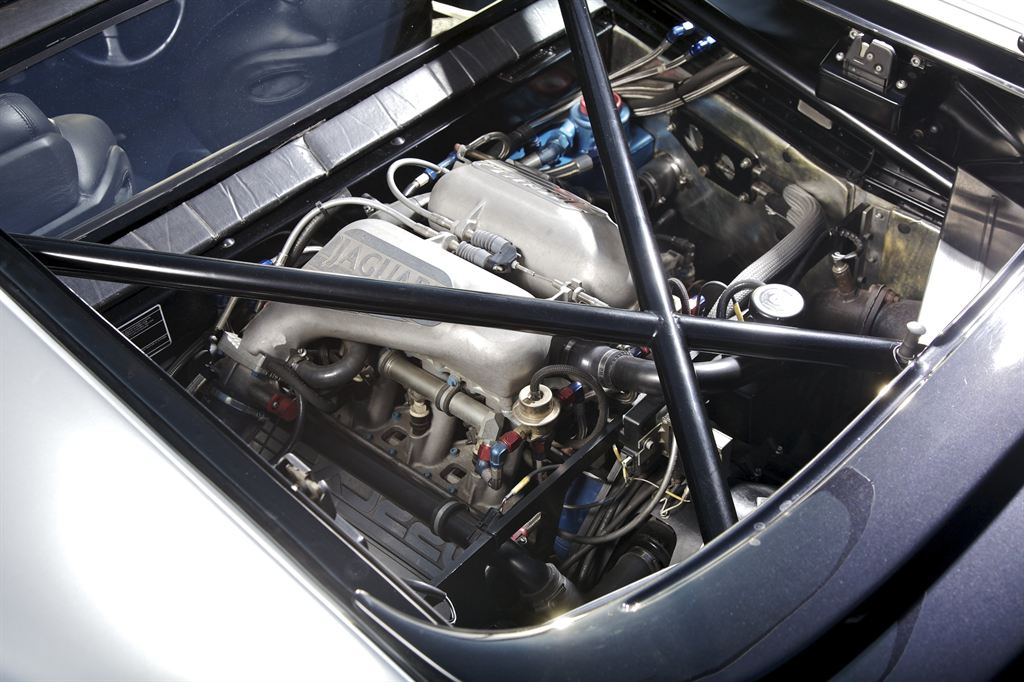
Il motore V6 sovralimentato

Il V12 da 6,2 litri era stato giudicato troppo difficile da realizzare, anche per via di problemi legati alle normative sulle emissioni sempre più severe. Per questo fu deciso di utilizzare al suo posto l'unità V6 proveniente dalla MG Metro 6R4, vettura da rally del Gruppo Austin Rover di cui la Tom Walkinshaw Racing aveva acquistato il progetto del motore potenziandolo con due turbocompressori Garrett T3 e l'aumento della cilindrata a 3,5 litri fino a renderlo in grado di sviluppare 542 hp (404 kW, 550 CV) di potenza massima a 7000 giri e 476 lb·ft (645 Nm) di coppia a 4500 giri al minuto. Questo motore fu il primo V6 nella storia della Jaguar.
Nonostante la cilindrata più piccola e la metà del numero di cilindri, il motore erogava più potenza rispetto al V12 del prototipo. Tuttavia, i potenziali clienti criticarono la nota di scarico, il ritardo del turbo e la mancanza della trazione integrale.
La vettura è entrata in produzione nel 1992 in un apposito stabilimento di Bloxham vicino a Banbury, e le prime vetture sono state consegnate ai clienti nel mese di luglio. Tra i primi clienti Elton John e il sultano del Brunei.
Nonostante la sua creazione travagliata, sono state costruite un totale di 281 esemplari (all'inizio si pensò di costruirne 220). La XJ220 rimase la più veloce Jaguar mai prodotta e anche la più larga, fino al 2006.

## Attività sportiva

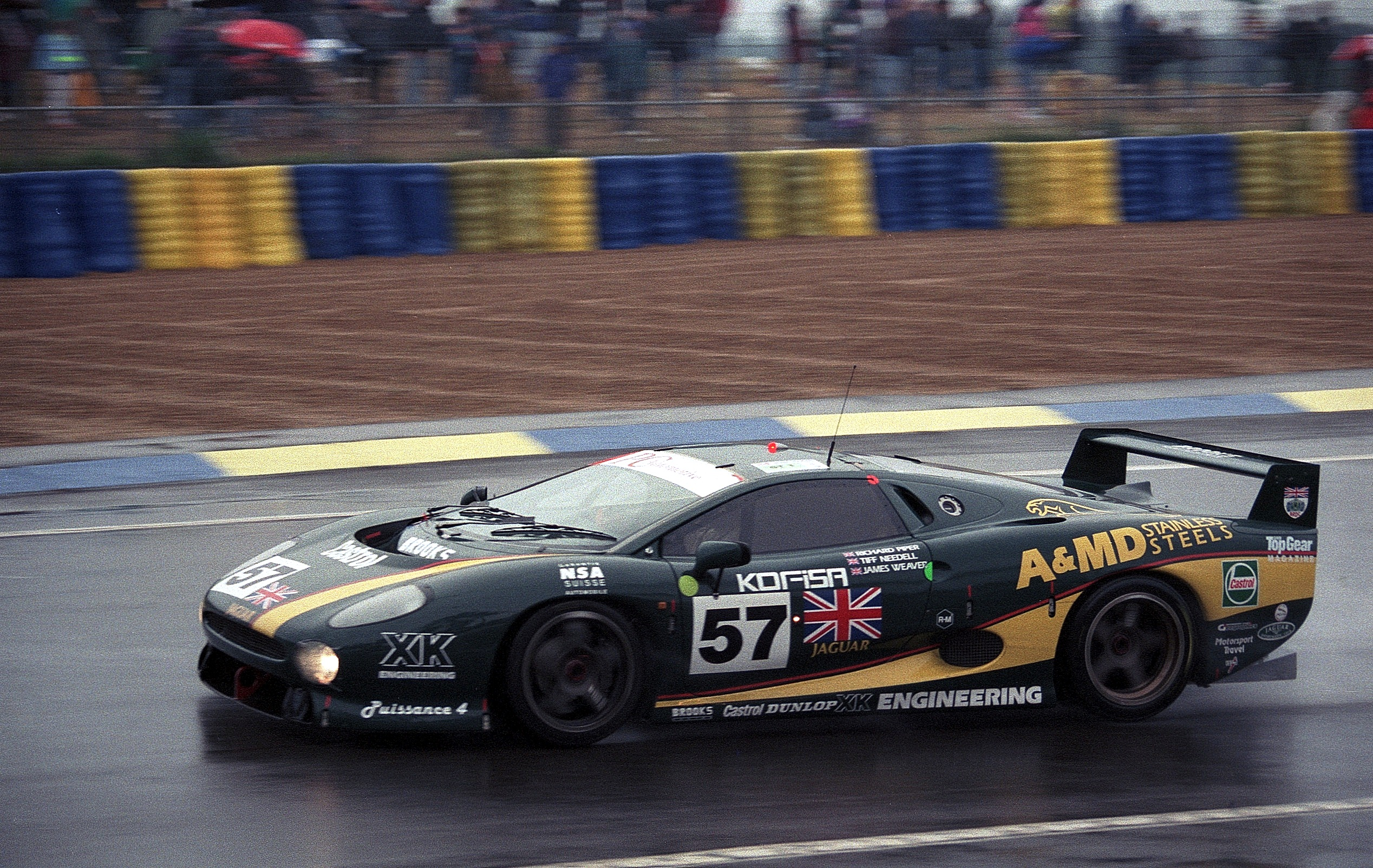
XJ220 di Richard piper, Tiff Needell e James Weaver alla Le Mans 1995

Una XJ220 corse nella categoria GT della 24 Ore di Le Mans 1993. Alla sua guida si alternarono David Coulthard, David Brabham e John Nielsen, i quali riuscirono a conquistare la vittoria di categoria. Un mese dopo però, la vettura venne squalificata a causa di irregolarità riguardanti gli scarichi (era priva di catalizzatori, presenti invece sulla vettura di serie- la Jaguar era stata iscritta nella classe IMSA GT nella quale erano obbligator)i; nonostante il ricorso presentato alla FIA avesse avuto esito favorevole alla Jaguar (in quanto anche tutte le altre vetture GT erano prive di catalizzatori), esso non venne accettato dall'Automobile Club de l'Ouest (ACO) perché presentato oltre i termini previsti; perciò la sua prestazione venne cancellata dalla classifica.
In seguito la XJ220 è stata affidata al Team Chamberlain che ha continuato a farla competere nella categoria GT.

## Record di velocità
Nel 1992, presso l'anello dell'alta velocità di Nardò, Martin Brundle guidò una XJ220 a 341,7 km/h (212,3 mph). La macchina poteva contare su di un motore di circa 60 CV (45 kW) più potente, grazie ai catalizzatori scollegati e al limitatore aumentato da 7.200 giri al minuto fino a 7.900 giri. Subito dopo, ci fu una nuova esecuzione con Brundle, che guidò una XJ220 a 349,4 km/h (217,1 mph).
La XJ220 ha mantenuto dal 1992 fino al 2000 il record di percorrenza del Nürburgring Nordschleife per quanto riguarda le vetture prodotte in serie con un tempo di 7:46.36.

## Videogioco
Nel 1992 venne sviluppato da Core Design il videogioco Jaguar XJ220, basato ufficialmente sulla vettura, per computer Amiga e console Mega CD.